# Gerberga de Burgundia
Gerberga de Burgundia (n. 965, Arles-d. 1016) a fost fiica regelui Conrad al Burgundiei cu Matilda de Franța.
Prin mama sa, Gerberga era nepoata regelui Ludovic al IV-lea al Franței și descendentă din Carol cel Mare.

## Viață și urmași
Gerberga a fost căsătorită cu ducele Herman al II-lea de Suabia în anul 988. Fiica lor, Gisela a devenit împărăteasă a Germaniei în urma căsătoriei cu Conrad al II-lea. Fiul Gerbergei, Herman al III-lea a succedat tatălui său în 1003, însă a murit de tânăr, în 1012. O altă fiică a fost Matilda de Suabia, ale cărei două fiice au fost Sofia și Beatrice, regentă de Toscana. Gerberga a murit în Marca de Nordgau (astăzi, în Bavaria).